# Zborowskie (województwo śląskie)
Zborowskie (niem. Sorowski, 1936-1945 Ostenwalde) – wieś w Polsce, położona w województwie śląskim, w powiecie lublinieckim, w gminie Ciasna.
W latach 1975–1998 miejscowość należała administracyjnie do województwa częstochowskiego.
We wsi zachował się zabytkowy czworak dworski z drewna – dawna wytwórnia fajek.

## Nazwa
W alfabetycznym spisie miejscowości na terenie Śląska wydanym w 1830 roku we Wrocławiu przez Johanna Knie wieś występuje pod polską nazwą Zborowski, która wówczas była w tej samej formie używana w języku niemieckim. Spis wymienia również liczne przysiółki, kolonie oraz folwarki leżące we wsi lub jej pobliżu: Brzegi, Brzezinke zanotowana również pod nazwą Nauhof, a także Drindowe, Stachowe, Fila, Jenczowskie, Kaczmarzik, Leng, Paris, Pienki, Statek, Schwierz oraz Spiewok.
W 1936 nazistowskie władze III Rzeszy, chcąc zatrzeć polskie pochodzenie nazwy wsi, przemianowały ją na nową, całkowicie niemiecką – Ostenwalde.

## Integralne części wsi
| SIMC    | Nazwa      | Rodzaj     |
| ------- | ---------- | ---------- |
| 1002403 | Bogdala    | część wsi  |
| 1002426 | Borek      | część wsi  |
| 0130760 | Brzegi     | przysiółek |
| 1002432 | Cisie      | część wsi  |
| 1002455 | Dolna Wieś | część wsi  |
| 1002461 | Dryndowe   | część wsi  |
| 1002490 | Górna Wieś | część wsi  |
| 1002627 | Minerwa    | część wsi  |
| 1002633 | Niedźwiedź | część wsi  |
| 0130783 | Stasiowe   | przysiółek |
| 1002805 | Zapiece    | część wsi  |

## Historia
Na pieczęci gminnej od XIX w. do 1936 r.  widniał wizerunek gwiazdy pięciopromiennej.
Do miejscowości należy przysiółek Stasiowe (niem. Staschowe), położony ok. 6 km w kierunku wschodnim, przy granicy z gminą Herby. Stasiowe było miejscowością graniczną: do 1918 roku między Prusami a Rosją, a w latach 1918–1939 między Niemcami a Polską.

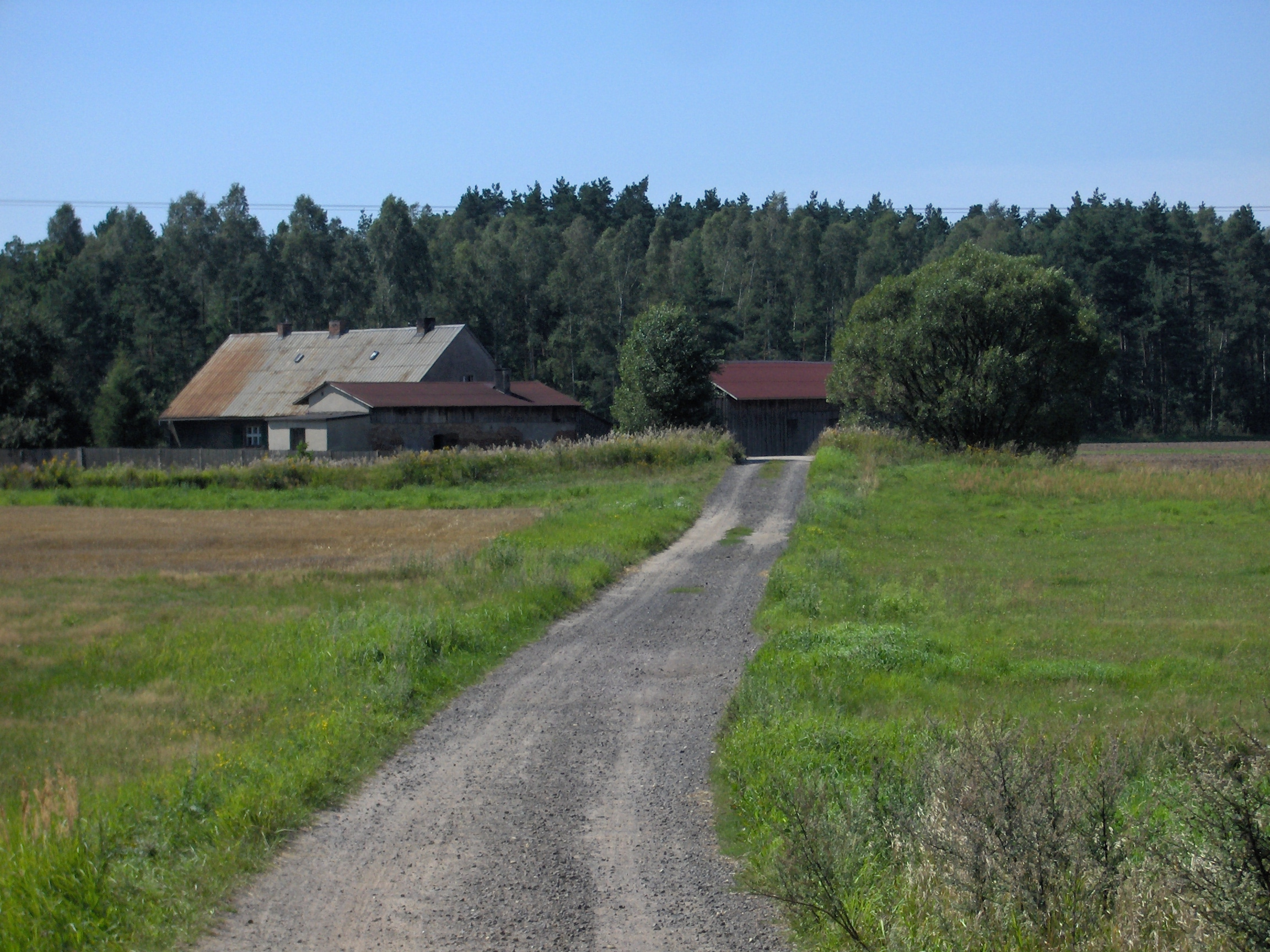
Stasiowe – panorama

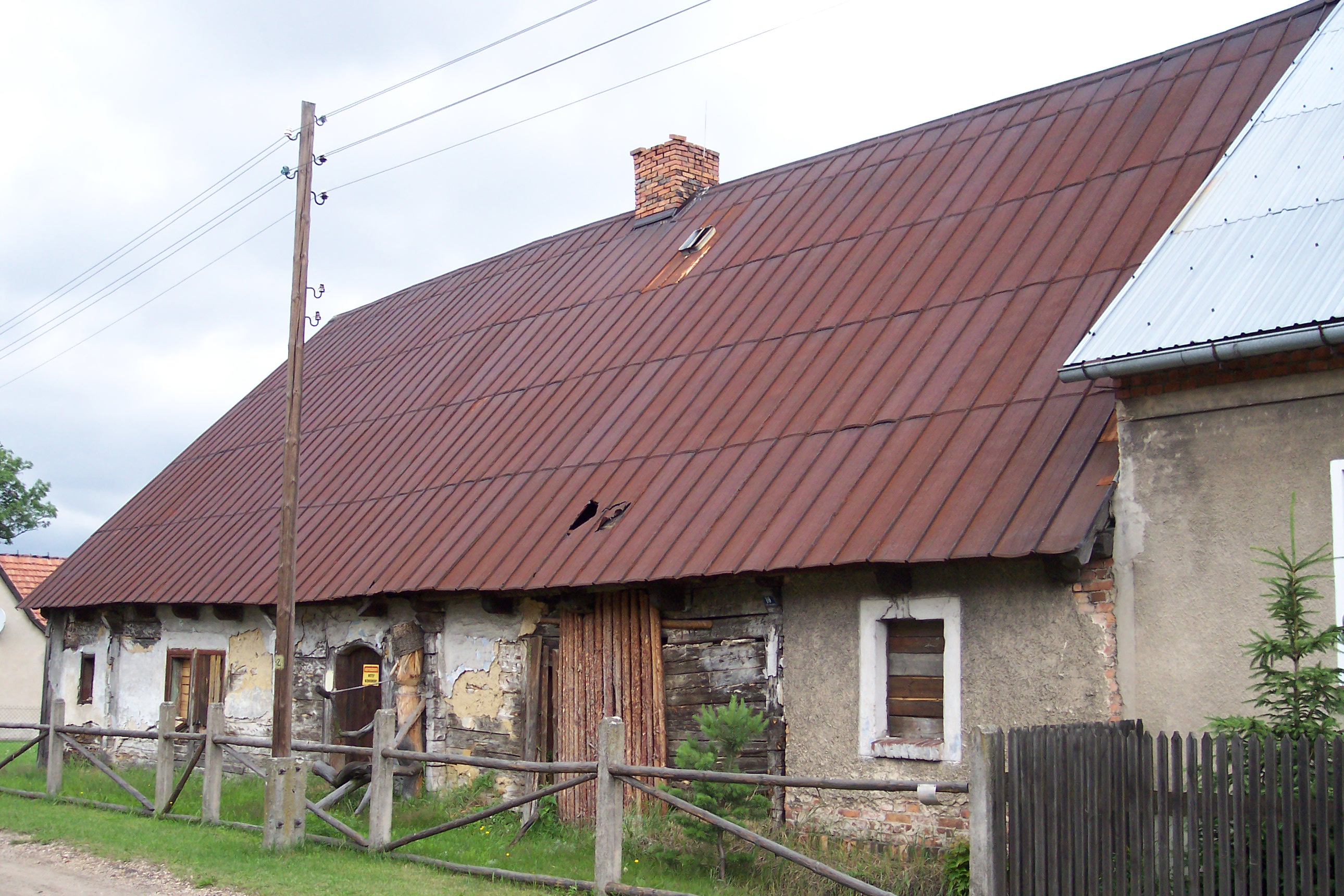
Stara fabryka fajek glinianych
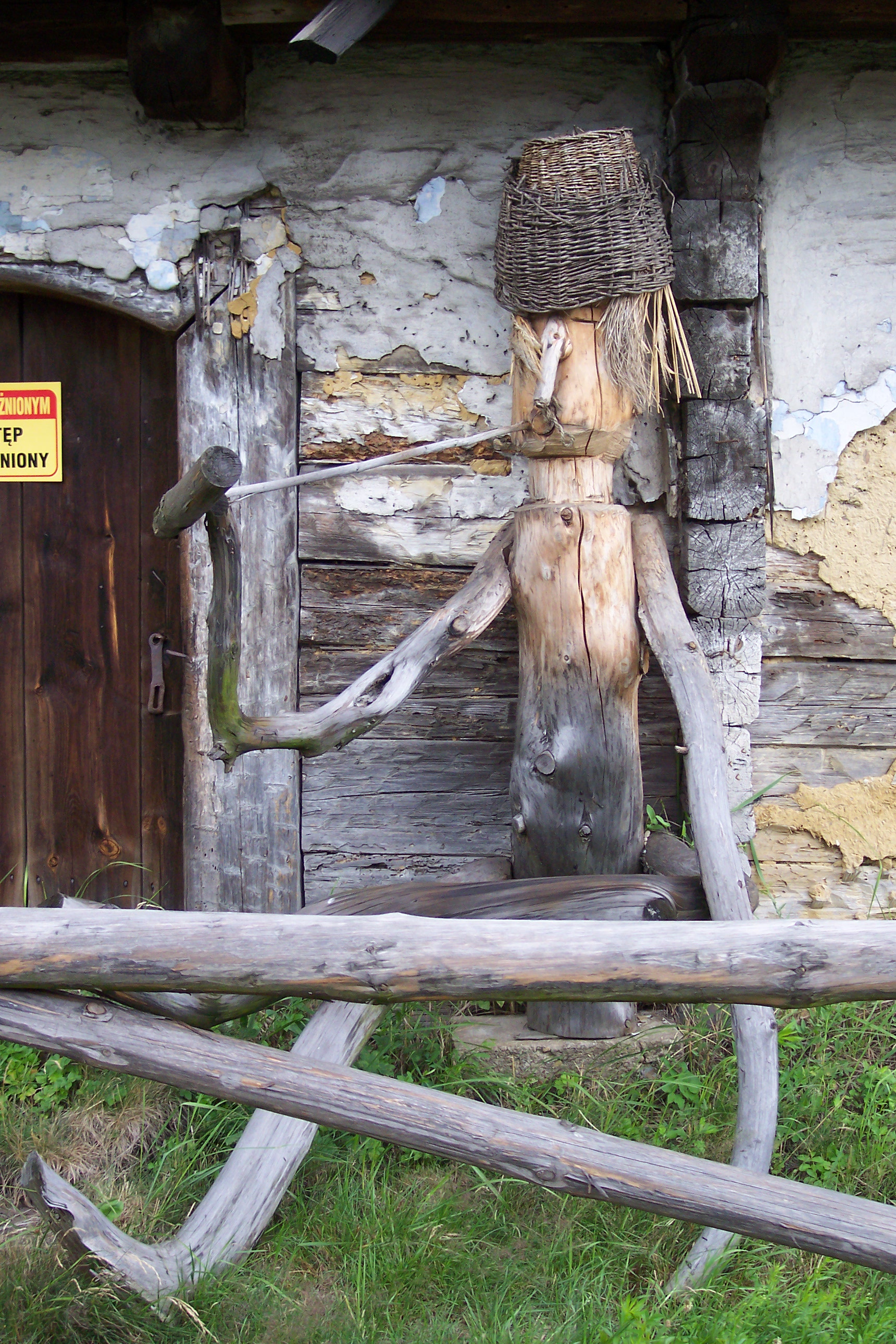
Figura przed fabryką fajek glinianych